# Titsey
Titsey est une paroisse civile du Surrey, en Angleterre.